# Gentiana bokorensis
Gentiana bokorensis là một loài thực vật có hoa trong họ Long đởm. Loài này được Hul mô tả khoa học đầu tiên năm 1999.